# 木村清四郎
木村 清四郎（きむら せいしろう、1861年7月12日（文久元年6月5日） - 1934年（昭和9年）9月24日）は、明治・大正期の政治家、実業家。日本銀行に30年間在職し、日本銀行副総裁、貴族院勅選議員。正五位勲二等。

## 経歴
備中国小田郡三谷村（現・岡山県小田郡矢掛町）生まれ。
大阪で化学・英学を学んだのち、1884年（明治17年）に慶應義塾（現・慶應義塾大学）へ入学。慶應義塾卒業後に、『商況社』に入社し、『中外商業新報』（現在の日本経済新聞社）主幹を経て、社長に就任。新聞を日刊化させるなど大きく飛躍させる。
時の日本銀行総裁・岩崎の勧めにより日本銀行に入行。1901年（明治34年）営業局長、1906年（明治39年）理事、1916年（大正5年）副総裁となる。中国、欧米、インドを相次いで視察。加藤高明内閣（濱口雄幸蔵相）時代には、大蔵省出身で銀行の業務に暗い市来乙彦総裁に代わって、事実上の日銀総裁の権威をふるった。1927年（昭和2年）4月18日に貴族院議員に勅選された。無所属系議員で構成される同和会に所属。次いで、前宮内大臣で当時は内大臣であった牧野伸顕の推薦により、木村は宮内大臣から帝室財務の相談に参与する嘱託を受ける。
日本銀行参与、千代田生命取締役を歴任また、中国銀行（本店・岡山市）新立に関して助言援助。群馬県伊香保にて死去。
墓所は多磨霊園。

## 栄典
- 1906年（明治39年）4月1日 - 勲四等瑞宝章[2]
- 1920年（大正9年）11月1日 - 旭日中綬章[3]